# Vikasnagar
Vikasnagar es una ciudad y municipio situada en el distrito de Dehradun,  en el estado de Uttarakhand (India). Su población es de 13927 habitantes (2011). Se encuentra a orillas del río Yamuna, a 40 km al noroeste de Dehradun

## Demografía
Según el censo de 2011 la población de Vikasnagar  era de 13927 habitantes, de los cuales 7218 eran hombres y 5709 eran mujeres. Vikasnagar tiene una tasa media de alfabetización del 88,25%, superior a la media estatal del 78,82%: la alfabetización masculina es del 91,28%, y la alfabetización femenina del 85,04%.